# Rise of the Tomb Raider
Rise of the Tomb Raider è un videogioco d’avventura dinamica uscito nel 2015, sviluppato da Crystal Dynamics e sequel diretto di Tomb Raider (2013), nonché secondo capitolo della cosiddetta "Survivor Timeline".
Il gioco è stato inizialmente distribuito da Microsoft Studios per Xbox 360 e Xbox One a partire dal 10 novembre 2015. Successivamente, Square Enix ha pubblicato la versione per Microsoft Windows il 28 gennaio 2016, seguita da quella per PlayStation 4 uscita l’11 ottobre 2016.
Il 19 aprile 2018, la software house Feral Interactive ha reso disponibile Rise of the Tomb Raider anche per Linux e macOS.

## Trama
Circa due anni dopo gli eventi narrati nel capitolo precedente, Lara Croft non riesce ancora a darsi una spiegazione circa la sua esperienza nell'isola di Yamatai; la comunità scientifica l'ha inoltre screditata, affermando che i suoi racconti siano frutto della stessa follia di suo padre. Cercando risposte, risale a delle ricerche lasciate incompiute del padre riguardanti il cosiddetto Profeta immortale di Costantinopoli, fondatore della città scomparsa di Kitež. La compagna del padre, Ana, tenta di dissuaderla poiché questa ossessione e i suoi fallimenti avevano guidato l'uomo alla rovina e al suicidio. Lara la ignora ed organizza una spedizione in Siria, dove si troverebbe la Tomba del Profeta. La riesce a trovare, ma non c'è alcun corpo al suo interno; Lara si trova in compenso a dover affrontare la Trinità, antico ordine di cavalieri ora mutatosi in un'organizzazione paramilitare che come Lara indaga sul Profeta, guidata dal leader Konstantin. Lara riesce a fuggire e scopre un simbolo inciso nella tomba che collega ad un libro di suo padre.
Insieme all'amico Jonah, la ragazza parte per la Siberia dove la posizione indicata dal libro potrebbe portare a Kitež e alla Sorgente Divina, un artefatto leggendario in grado di donare l'immortalità. Durante la spedizione, Lara viene travolta da una valanga e si perde nelle lande siberiane. Vi trova la Trinità, che si è stabilita lì allo scopo di trovare la città perduta. La ragazza viene catturata e ritrova Ana, che si rivela essere la sorella di Konstantin ed una spia della Trinità. Lara riesce a scappare e nella fuga viene aiutata da Jacob, un estraneo misterioso che la conduce attraverso un sistema di miniere abbandonate fino al suo villaggio.
Jacob è in realtà il capo dei Discendenti, ossia i pronipoti dei seguaci del Profeta; poiché è stata lei a portare la Trinità sulle loro tracce, Lara decide di mettere momentaneamente da parte la sua ricerca e aiutarli a resistere contro la pericolosa organizzazione. Intanto ha modo di scoprire la storia del Profeta e di Kitež: questi era stato perseguitato dalla Trinità in quanto eretico, così insieme ai suoi seguaci era emigrato in Russia, dove avevano costruito la città; dopo l'attacco delle truppe di Gengis Khan, tuttavia, il Profeta era stato costretto a sacrificare Kitež per proteggere la Sorgente Divina: la città era finita sepolta sotto un ghiacciaio, mentre il popolo del Profeta si era stabilito nella valle vicina, per poterne difendere i segreti. Jacob rivela a Lara che la Sorgente esiste davvero, ma è diversa da qualsiasi cosa lei o la Trinità pensano essa sia. Konstantin nel frattempo attacca ripetutamente i Discendenti, mentre Lara scopre che Ana è malata terminale di cancro e in realtà sta usando la Trinità per raggiungere la Sorgente Divina e guarire grazie ai suoi poteri.
Di fronte alla potenza della Trinità, Lara e Jacob decidono di recuperare la Sorgente Divina per primi, in modo da poterla salvare. Lara si introduce così negli archivi segreti della città e recupera l'Atlante, un artefatto in grado di mostrare la via per Kitež. Successivamente la ragazza ritrova il suo amico Jonah, che invece di fuggire come lei aveva detto è rimasto a spiare per lei la Trinità. Insieme a Jacob i due usano l'Atlante per localizzare la città, ma vengono attaccati dalla Trinità, che ha usato Jonah allo scopo di ricattare Lara: il ragazzo viene rapito e lei dovrà scegliere se salvarlo o continuare la sua ricerca. Lara decide di andare a liberarlo, ma poco prima di riuscirci Konstantin lo pugnala a morte. Lara conduce il suo amico agonizzante da Jacob, che miracolosamente lo guarisce: la ragazza capisce così che Jacob altri non è che il Profeta Immortale.
Lara decide di andare in avanscoperta a Kitež, allo scopo di precedere la Trinità che l'ha a sua volta localizzata; per farlo percorre il Sentiero degli Immortali, dove incontra i guardiani della città. Affrontandoli, Lara capisce il senso delle parole di Jacob: la Sorgente Divina dona effettivamente l'immortalità, ma chi la riceve perde coscienza di se stesso; gli Immortali sono gli antichi abitanti di Kitež, resi immortali dalla Sorgente ma ormai ridotti a esseri privi di volontà che non possono far altro che difenderla. Lara viene aiutata dai Discendenti, che combattono gli Immortali dandole tempo di raggiungere il Santuario al centro della città. Qui la ragazza ritrova Konstantin e ingaggia con lui un lungo combattimento, alla fine del quale il nemico muore, non prima di rivelarle che in realtà suo padre non si è suicidato ma è stato ucciso dalla Trinità. Ana, nel frattempo, ha raggiunto la Sorgente Divina, che ha la forma di un grosso cristallo scintillante; prima che la donna possa usarla, Lara gliela sottrae e la distrugge, ponendo fine alla vita perpetua degli Immortali e incidentalmente anche a quella di Jacob. Questi muore serenamente, poiché la sua immortalità era stata per lui una condanna, e ringrazia Lara per tutto ciò che ha fatto, prima di dissolversi nell'aria.
Sofia, la figlia di Jacob, diventa la nuova leader dei Discendenti; Jonah si riunisce a Lara e insieme pianificano nuove spedizioni, poiché Lara giura di sciogliere altri misteri legati all'immortalità come quelli che ha incontrato a Yamatai e in Siberia, allo scopo di contrastare la Trinità.
In una scena dopo i titoli di coda, ambientata due settimane prima del ritorno di Lara a casa sua, viene mostrata mentre insieme ad Ana si accinge a lasciare la Russia. Lara, tenendo presente le ultime parole di Konstantin, accusa la sua matrigna di aver ucciso suo padre e di non averlo mai amato; la donna ammette che la Trinità glielo avesse ordinato, ma di non essere riuscita a portare a termine questo compito poiché aveva finito per innamorarsi realmente del suo obiettivo. Ma prima che ella possa rivelarle altro, un cecchino la uccide sul colpo. Il sicario chiede a un misterioso superiore se debba uccidere anche Lara, ma riceve l'ordine di attendere il momento giusto.

## Modalità di gioco
Il gameplay è simile a quello del predecessore, con più enfasi verso lo stealth: sarà possibile nuotare sott'acqua, arrampicarsi sugli alberi o nascondersi tra i cespugli per non farsi scoprire dai nemici. Lara avrà a disposizione nuove armi, come un coltello, una piccozza dotata di una corda, bombe Molotov e delle frecce avvelenate. Si potranno anche raccogliere risorse e materiali usufruendo dell'ambiente e durante il corso della storia l'archeologa approfondirà le sue conoscenze linguistiche. Le ambientazioni saranno più vaste e ricche e, come promesso da Crystal Dynamics, il gioco sarà tre volte tanto il reboot del 2013.
Il gioco dispone di quattro livelli di difficoltà:
- Adventurer: la mira è assistita e i nemici vengono eliminati con molta facilità;
- Tomb Raider: la mira è libera e i nemici hanno energia e potenza moderati;
- Seasoned Raider: la mira è libera, i nemici sono abbastanza potenti e perspicaci e la salute non si rigenera durante i combattimenti;
- Survivor: il più difficile; la mira è libera, i nemici sono molto potenti e perspicaci, la salute non viene rigenerata se non con appositi medikit, gli upgrade delle armi saranno costosi e non si potrà utilizzare un campobase senza avere le risorse necessarie, che a loro volta saranno difficili da trovare.

## Personaggi
- Lara Croft (doppiata da Benedetta Ponticelli): Ormai ventiduenne, e dopo un anno gli eventi narrati nel capitolo precedente, Lara risale a delle ricerche incompiute del padre Richard Croft, riguardo alla città di Kitež, la ragazza si sente in dovere di portare a termine le ricerche del defunto padre. L'esperienza a Yamatai l'ha resa più intraprendente che mai, ma anche capace di approcciarsi ai miti e alle leggende in maniera meno razionale, riuscendo a vedere la verità anche quando sembra impossibile.
- Ana: si tratta della donna che è stata al fianco del padre di Lara dopo la morte di sua madre; poiché era troppo piccola quando quest'ultima morì, Lara le si è molto affezionata e le due hanno continuato a frequentarsi anche dopo la dipartita di Lord Croft. Ana è in realtà sorella di Konstantin, e insieme a lui è cresciuta in seno alla Trinità e da essa è stata mandata a spiarlo e, successivamente, ucciderlo. Ana è, come suo fratello, una fanatica religiosa, ma a differenza di lui rinuncia ai valori della Trinità quando scoprirà di essere malata di cancro, usando le forze dell'organizzazione nella speranza di trovare la Sorgente Divina e guarire.
- Konstantin: comandante delle forze della Trinità, Konstantin è fratello di Ana, con la quale ha un rapporto quasi morboso, che spesso lo porta a sentirsi dilaniato tra i compiti datigli dall'organizzazione e gli scopi di sua sorella. Konstantin è un fanatico religioso, che arriva a giustificare le sue azioni più crudeli categorizzandole come "volontà di Dio"; porta le stimmate (anche se si scopre che gli sono state inflitte dalla stessa Ana) e una circatrice a forma di 3 sullo zigomo. Pur crudele e spietato, mantiene sempre una spaventosa freddezza.
- Jacob: leader dei Discendenti, Jacob è un uomo di mezza età dall'aria pacifica ma determinata; ama profondamente il suo popolo e mette sempre la sua salvaguardia al primo posto. Si scoprirà che lui è in realtà il Profeta Immortale di Costantinopoli, che ha ricevuto dalla Sorgente Divina la capacità di non morire mai; tuttavia, a causa dei terribili eventi che ha vissuto nella sua lunghissima esistenza, vede la sua immortalità come una condanna. Oltre all'immortalità, Jacob ha il potere di curare se stesso e gli altri anche quando si trovano in fin di vita.
- Sofia: figlia di Jacob, Sofia è una ragazza forte e determinata, tanto da sostituire spesso suo padre nel ruolo di leader dei Discendenti; è un'abile arciere e conosce molto bene i segreti della natura. Inizialmente non si fida di Lara e la invita ad andarsene sotto minaccia di morte; successivamente capirà le sue reali intenzioni e diverrà sua alleata.
- Jonah Maiava: ex-cuoco della Endurance, è l'unico amico rimasto a Lara, il quale, nonostante non condivida le sue decisioni, le rimane accanto e la segue nella sua avventura.
- La Trinità: misteriosa organizzazione di antichissima origine, è attualmente una compagine paramilitare di stampo cristiano che indaga su fenomeni soprannaturali e mira ad acquisire sempre più potere. Si verrà a sapere che era sulle tracce di Lara già da molto tempo, e prima ancora seguiva Lord Croft nelle sue ricerche sull'Immortalità. Il suo scopo è di usare i poteri della Sorgente Divina per creare un esercito imbattibile.
- I Discendenti: pronipoti dei seguaci del Profeta Immortale che lo seguirono e si stabilirono a Kitezh, si sono ora stanziati nella Valle Geotermica a ridosso della città e la difendono strenuamente. Si tratta di uomini e donne che vivono secondo la natura, vivendo di caccia e agricoltura allo stato primitivo, ma serbando comunque importantissimi segreti.
- Gli Immortali: un esercito di antichi abitanti di Kitezh resi immortali dalla Sorgente Divina, ma al prezzo dell'autocoscienza; si sono infatti trasformati in esseri forti e resistenti, ma privi di volontà autonoma e col solo scopo di difendere la città e i suoi segreti.
- Nadia: giovane ragazza russa partita alla ricerca di suo nonno, a sua volta sulle tracce della moglie uccisa da Baba Yaga; con un carattere simpatico e ingenuo, ma comunque molto determinata, diventerà compagna di avventura di Lara.
- Atlas De Mornay: fratello di Amelia, madre di Lara, non compare di persona ma desidera a tutti i costi diventare proprietario di Croft Manor. Dai documenti si evince che egli, come del resto l'intera famiglia, non aveva mai approvato il matrimonio tra sua sorella e Lord Croft.
- Baba Yaga: strega del folklore dell'est europeo, si tratta in realtà di Serafima, nonna di Nadia, la quale ha assunto questa identità per vendicarsi dei suoi nemici. Per riuscirci ha elaborato un particolare sistema di marchingegni che, uniti agli effetti di un polline velenoso, conferiscono realismo alle magie di Baba Yaga.

## DLC
Sono usciti almeno 13 DLC, alcuni di questi sono:
Baba Yaga: il tempio della strega;
Eredità del profeta;
Stoicismo;
Sopravvivenza estrema;
Il risveglio della fredda oscurità;
Esploratrice siberiana;
Legami di sangue;
L'incubo di Lara.

### Baba Yaga: il Tempio della Strega
Il DLC Baba Yaga: il Tempio della Strega aggiunge una nuova trama a quella principale. Mentre esplora la base russa, Lara salva una ragazzina di nome Nadia da alcuni agenti della Trinità. Nadia è alla ricerca di suo, nonno Ivan, scomparso mentre esplorava la Valle Maledetta, che si narra sia dimora della strega Baba Yaga. L'uomo crede nell'esistenza di questo essere e ritiene che abbia ucciso sua moglie, pertanto è partito con lo scopo di ucciderla ma è scomparso senza lasciare traccia. Lara è scettica, ma decide di aiutare Nadia, ferita negli scontri, e penetra nella Valle Maledetta per cercare Ivan.
Giunta nella Valle Lara respira uno strano polline che le causa allucinazioni; mentre attraversa una foresta viene assalita da visioni del suo passato, in particolare il suicidio di suo padre, fino a giungere nell'avamposto di Baba Yaga che la attacca aiutata da un branco di lupi demoniaci. Lara riesce a fuggire per un pelo, ritrovandosi in un avamposto segreto dei Sovietici. Qui trova le prove di un loro progetto segreto che mirava a usare il polline come arma biologica, fallito poiché i ricercatori che vi lavoravano avevano sofferto di terribili allucinazioni. Lara comprende che dietro l'accaduto c'era Serafima, una biologa imprigionata nel gulag, che era riuscita a usare il polline per vendicarsi dei suoi rapitori. Con l'aiuto di Nadia, Lara prepara un antidoto al polline la cui ricetta era stata sviluppata dalla stessa Serafima, e ritorna alla Valle, dove scopre che i poteri di Baba Yaga erano soltanto dei macchinari resi demoniaci dalle allucinazioni del polline.
Lara trova Ivan ferito ma vivo all'ingresso della dimora di Baba Yaga, ma i due non possono lasciare la Valle Maledetta perché la strega la controlla; l'unico modo per evadere è sconfiggerla. Lara ingaggia così una lunga battaglia contro di lei, resa difficile dagli effetti allucinogeni del polline, ma alla fine riesce ad avere la meglio. Si scopre che Baba Yaga è la stessa Serafima, moglie di Ivan e nonna di Nadia; la donna, credendo che suo marito e i suoi figli fossero stati uccisi dai Sovietici, aveva assunto l'identità di Baba Yaga per vendicarsi crudelmente. Dopo aver riunito Nadia con i suoi nonni, Lara lascia la Valle Maledetta.

### Il Risveglio della Fredda Oscurità
Il DLC Il Risveglio della Fredda Oscurità si svolge alcune settimane dopo le vicende della campagna principale. Lara, con l'aiuto di Nadia e Sofia, si introduce in un bunker sovietico di recente conquistato dalla Trinità. Gli agenti hanno inavvertitamente sprigionato un virus modificato che causa la trasformazione in zombi; solo gli uomini sono però soggetti a questo effetto, poiché il virus è attivato dal testosterone: i sovietici volevano infatti creare un esercito di super-uomini, ma gli esperimenti erano tutti falliti e il creatore del virus era morto, pur orgoglioso di aver creato un'arma indistruttibile a difesa del suo paese. Lara vuole distruggere il nucleo centrale da cui il virus si irradia, prima che un'enorme nube tossica possa sprigionarsi sulla valle abitata dai Discendenti.
Le tre donne riescono a bloccare le tre torri di cui si compone il complesso, incanalando il virus nella torre centrale; nel frattempo Lara combatte l'esercito di zombi e libera le prigioniere della Trinità. Alla fine la ragazza penetra nella torre centrale, dove, osteggiata dalle orde di soldati, innesca un'esplosione e riesce a fuggire appena in tempo saltando sull'elicottero di Nadia e Sofia. Il virus è distrutto, ma alcuni documenti recuperati svelano che il rilascio del virus da parte della Trinità era stato intenzionale: gli agenti avevano riattivato il bunker per ottenere un campione del virus, e un agente è riuscito a scappare con esso prima dell'esplosione, portando con sé il virus.

### Legami di SangueeL'Incubo di Lara
Il DLC Legami di Sangue si svolge tempo dopo gli eventi della campagna principale. Lara, tornata a Croft Manor, riceve una lettera di suo zio Atlas De Mornay, che rivendica la proprietà del maniero poiché suo padre era morto senza testamento e la morte di sua madre non è mai stata ufficialmente dimostrata. Lara esplora dunque la casa dove aveva vissuto da bambina, che ora versa in stato d'abbandono, alla ricerca di indizi per aprire la cassaforte di suo padre, dove spera di trovare il testamento. Durante la sua ricerca, Lara scopre reliquie del suo passato e altri oggetti antichi recuperati da suo padre, nonché documenti, diari e lettere dei suoi genitori che ricostruiscono la loro storia d'amore e la tragica scomparsa della donna, nonché frammenti dell'infanzia della stessa Lara. La ragazza riesce a trovare la combinazione della cassaforte, dentro la quale non trova il desiderato testamento ma i piani di costruzione di uno studio segreto per le ricerche di suo padre. Lara vi si reca e vi trova una mappa che conduce a una cripta nascosta dietro lo scalone monumentale del salone. Qui trova la tomba di sua madre, e con la dimostrazione che entrambi i genitori sono morti tutte le sostanze della sua famiglia passano ufficialmente a lei.
Ne L'Incubo di Lara la ragazza fa un terribile sogno nel quale lo zio Atlas le invia una lettera nella quale dichiara di non volerle lasciare Croft Manor. Lara viene attaccata da malvagi zombi e altri demoni che infestano la sua casa, fino a uccidere il capo dei mostri e svegliarsi dall'incubo.

## Sviluppo
Il 1º agosto 2013, Phil Rogers, di Square Enix, annunciò che ci sarebbe stato un sequel di Tomb Raider. Il 9 giugno 2014, Rise of the Tomb Raider è stato annunciato formalmente con un'intervista dopo il trailer, pubblicato lo stesso giorno all'E3 2014. Nel febbraio 2015 è stata annunciata la versione per Xbox 360, pubblicata da Nixxes Software.
Il 15 giugno 2015 è stato pubblicato un nuovo trailer, all'E3 2015 ed è stata confermata l'uscita del gioco per il 10 novembre 2015, in esclusiva temporanea per Xbox One e Xbox 360. Un giorno dopo, il 16 giugno è stato distribuito, ad una conferenza stampa di Square Enix, un trailer dietro-le-quinte del gioco. Il 23 luglio 2015 Square Enix ha annunciato che la versione per Microsoft Windows verrà pubblicata il 28 gennaio 2016, mentre quella per PlayStation 4 l'11 ottobre, ma in un'edizione nuova intitolata Rise of the Tomb Raider: 20 Year Celebration, che include tutti i DLC usciti per il gioco originale e contenuti inediti.
Un sequel dal titolo Shadow of the Tomb Raider è stato annunciato.

## Doppiaggio
Di seguito sono riportati i doppiatori che hanno prestato la voce ai principali personaggi del videogioco:
| Personaggio               | Doppiatore originale     | Doppiatore italiano  |
| ------------------------- | ------------------------ | -------------------- |
| Lara Croft                | Camilla Luddington       | Benedetta Ponticelli |
| Lara Croft da piccola     | Harriet Perring          | Benedetta Ponticelli |
| Jonah Maiava              | Earl Baylon              | Diego Baldoin        |
| Ana                       | Kay Bess                 | Mavi Felli           |
| Konstantin                | Charles Halford          | Massimiliano Lotti   |
| Jacob                     | Philip Anthony-Rodriguez | Luca Ghignone        |
| Sofia                     | Jolene Andersen          | Jolanda Granato      |
| Nadia                     |                          | Gea Riva             |
| Lord Richard Croft        | Michael Maloney          | Raffaele Fallica     |
| Amelia De Mornay          |                          | Silvana Fantini      |
| Atlas De Mornay           |                          | Alberto Sette        |
| Winston                   |                          | Oliviero Corbetta    |
| Ivan (nonno di Nadia)     |                          | Claudio Moneta       |
| Serafima / Baba Jaga      |                          | Elisabetta Cesone    |
| Registrazioni e documenti |                          |                      |
| Terapeuta                 |                          | Marco Pagani         |
| Il vescovo                |                          | Oliviero Corbetta    |
| Il cavaliere              |                          | Mirco Magnani        |
| Il superstite             |                          | Marco Pagani         |
| L'esploratore             |                          | Diego Sabre          |
| Lo scienziato             |                          | Mario Zucca          |
| Soldato sovietico         |                          | Mario Zucca          |

La localizzazione italiana è stato realizzata dalla Binari sonori di Cinisello Balsamo.